# La noche del terror ciego
La noche del terror ciego es una película de terror dirigida por Amando de Ossorio. Realizada en 1972 es una coproducción hispano-lusa que, inspirada en su contemporánea La noche de los muertos vivientes (1968) y en el cuento de Gustavo Adolfo Bécquer El monte de las ánimas (1862), narra las desventuras de un grupo de hombres y mujeres que topan con una antigua maldición en un pueblo medieval abandonado.
La película fue estrenada en España el 10 de abril de 1972 y en Portugal el 23 de abril de ese año. El film fue lanzado internacionalmente con el título  Tombs of the Blind Dead, aunque también recibió como títulos alternativos Night of the Blind Dead o Crypt of the Blind Dead. En Italia fue estrenada como Le tombe dei resuscitati ciechi y en Francia como La révolte des morts-vivants.
La película está adscrita al género denominado «fantaterror» español de la década de 1970. Se trata de la primera entrega de la tetralogía protagonizada por los «Templarios Ciegos» cuyas siguientes entregas son El ataque de los muertos sin ojos (1973), El buque maldito (1974) y La noche de las gaviotas (1975).

## Argumento

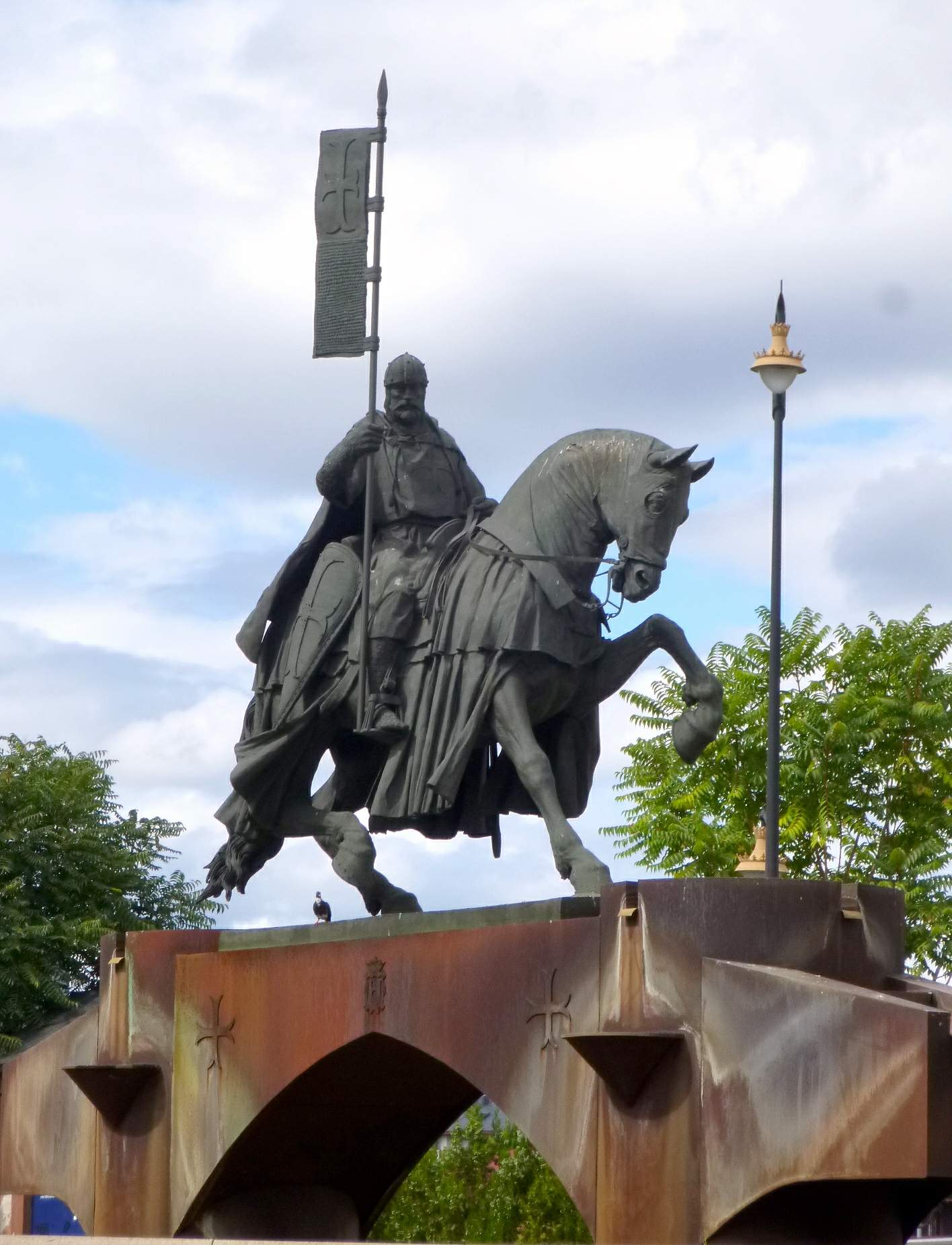
Estatua dedicada al Caballero Templario (Ponferrada, España)

La película comienza con dos imágenes aparentemente inconexas: una mano momificada y una mujer gritando de terror. La acción se traslada a la piscina de un hotel de Lisboa, en Portugal. Allí vemos cómo Betty y Virginia, dos amigas que fueron al mismo internado, se reencuentran tras años sin verse. Tras la cálida acogida inicial, Virginia le presenta a Roger, un amigo suyo que muestra una evidente atracción por Betty y al día siguiente la invita a un viaje en tren. Durante el trayecto, consumida por los celos y la vergüenza que le provoca el recuerdo de la relación lésbica que mantuvo con Betty durante su estancia en el internado, Virginia se baja del tren en marcha, abandonando a Betty y a Roger. Tras andar por el descampado, acaba en Berzano, un pueblo abandonado próximo a la frontera con España. Virginia decide hacer noche allí, desconociendo que el pueblo está maldito. Durante la noche, los cadáveres revividos de los Templarios enterrados surgen de sus tumbas en el cementerio y le dan caza.
Al día siguiente, Roger y Betty, inquietos porque Virginia todavía no ha llegado al parador donde se alojaban, deciden buscarla por su cuenta. De esta manera, y con la ayuda de dos agentes de policía, descubren la existencia de Berzano y encuentran el cadáver mutilado de Virginia. La investigación posterior, dirigida por el inspector Oliveira, determina que Virginia murió atacada por un animal salvaje, aunque tanto Betty como Roger no quedan muy convencidos y creen que hay algo más siniestro tras la muerte de su amiga. Esa misma noche, el cadáver de Virginia revive en la morgue y asesina al guardián.
Siguiendo la investigación por su cuenta, Betty y Roger conocen al profesor Candal, quien les informa de la existencia de una maldición que pesa sobre el pueblo. Según el profesor, la maldición se debe a las prácticas heréticas llevadas a cabo siglos atrás por un grupo de Caballeros Templarios que buscaban la inmortalidad y que, tras aterrar a las autoridades eclesiásticas con sus desmanes, fueron ajusticiados por estas. Desde entonces, cuenta la leyenda, los cadáveres de los caballeros se levantan por la noche en busca de nuevas víctimas. 
Esta teoría es inmediatamente descartada por el inspector Oliveira, que da a la pareja una explicación mucho más prosaica: los crímenes los comete el hijo del profesor Candal, Pedro, quien se sirve de la mala fama del pueblo para camuflar sus actividades ilícitas. Por la noche, el zombi en que se ha convertido Virginia vuelve al taller de maniquíes que poseía e intenta asesinar a su ayudante, aunque ésta consigue acabar con ella antes de que la asesine. Deseando conocer la verdad, Betty y Roger visitan a Pedro, que niega los cargos y les sugiere pasar la noche en el pueblo para conocer la verdad tras la maldición de Berzano. Una vez allí, los muertos vuelven a levantarse de sus tumbas y comienzan rápidamente a acabar con el grupo. La única superviviente es Betty, que, aprovechando la única debilidad de los Templarios (su carencia de ojos que hace que sólo puedan orientarse a través del oído), consigue esquivarlos. No obstante, los Templarios continúan la persecución campo a través. Viendo la desesperada huida de Betty, los maquinistas del tren al que subieron Betty y Roger para ir al parador detienen la locomotora para ayudarla. Sin embargo, los caballeros dan alcance al tren y empiezan a asesinar sistemáticamente a sus ocupantes. Betty se esconde en el ténder.
A su llegada a la estación, el revisor la encuentra, traumatizada y encogida entre el carbón guardado en el ténder. Mientras la saca de su escondite y trata de apaciguarla, los pasajeros que esperaban subir al tren empiezan a entrar en los vagones restantes. Los gritos de éstos hacen que Betty salga de su catatonia. Las últimas imágenes muestran a Betty gritando y una mano momificada abalanzándose sobre la cámara, enlazando así la conclusión de la película con el inicio de ésta.

## Reparto
| - Lone Fleming - Betty Turner - César Burner - Roger Whelan - María Elena Arpón (como Helen Harp) - Virginia White - José Thelman (como Joseph Thelman) - Pedro Candal - Rufino Inglés - Inspector Oliveira - Verónica Limera - Nina - Francisco Sanz - Profesor Candal | - Simón Arriaga - Guardián de la morgue - Juan Cortés - Juez de instrucción - Antonio Orengo - Ingeniero de trenes - Andrés Isbert - Hijo del ingeniero - María Silva - María - Britt Nichols - Chica sacrificada |

#### Doblaje
| - Mari Ángeles Herranz - Betty Turner - Mayte Santamarina - Virginia White - José Guardiola - Pedro Candal - Carlos Revilla - Inspector Oliveira - Ángela González - Nina - Joaquín Vidriales - Profesor Candal | - José Ángel de Juanes - Guardián de la morgue - Fernando Mateo - Juez de instrucción - Pedro Sempson - Ingeniero de trenes - José Moratalla - Hijo del ingeniero - Ana María Saizar - María |

## Influencias

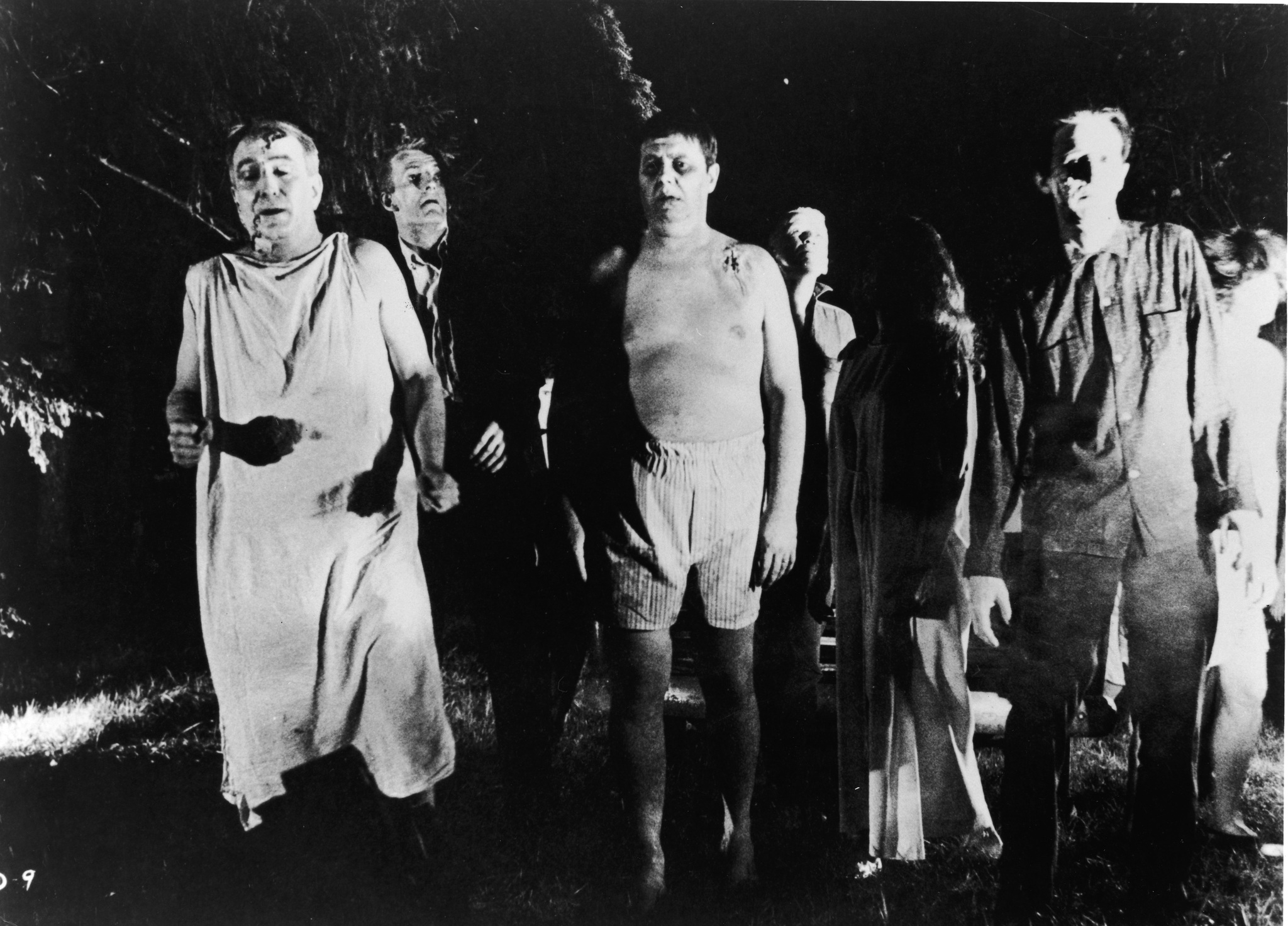
Grupo de zombis en la película La noche de los muertos vivientes (1968)

La película recoge una serie de influencias que le otorgan su carácter de producto único incluso para el cine de terror europeo de la época. Junto a las influencias del cine de terror de la época como la mecánica y concepto original de las exploitation gore mostrada en películas de zombis estadounidenses -como La noche de los muertos vivientes dirigida por George A. Romero-, hasta los escarceos erótico-terroríficos de Jesús Franco (Las Vampiras, 1970) y el fantastique europeo. La película contiene escenas violentas con elementos gore.
Se aprecian otras influencias marcadamente regionales como pueden ser las obras de Bécquer como Leyendas —en especial en la apariencia cadavérica de los templarios, directamente extraída de El monte de las ánimas y El miserere— o las diversas leyendas que circulan sobre la Orden del Temple histórica, entre ellas sus escarceos con el misticismo oriental.

## Lugares de filmación
Los exteriores de la película fueron rodados en Portugal y España. En Portugal se filmó en Lisboa y alrededores (Estoril, Setúbal, Sesimbra y Palmela). En España, aunque los créditos de la película sólo mencionan al monasterio de El Cercón (Madrid), para la filmación de las siniestras ruinas del cementerio de los Templarios también se incluyen tomas realizadas en el monasterio de Santa María La Real de Valdeiglesias en Pelayos de la Presa (Madrid).

## Recepción
Durante su estreno comercial obtuvo una positiva respuesta en la taquilla española obteniendo una recaudación de 163.324€ y computando la venta de 784.579 entradas. Entre 1972 y 1974 se estrenó en países como Canadá, Estados Unidos, República Federal Alemana, Turquía, Francia o México cosechando cierto éxito entre el fandom del cine fantástico  considerándose en la actualidad una cinta de culto. Una muestra de este éxito es la edición de la película tanto en los Estados Unidos, editada por la distribuidora Blue Underground, como en Alemania, editada en un pack que contiene las cuatro entregas de la saga.
En los portales de información cinematográfica obtiene una positiva recepción. Antonio Méndez en su crítica para alohacriticom.com destaca la mezcla de elementos medievales, satanismo, vampirismo y zombis.

"Antón García Abril crea un fondo sonoro destacable con cantos gregorianos espectrales y percusión amenazadora; y Ossorio maneja con bastante equilibrio sus componentes de suspense y terror dentro de sus limitaciones presupuestarias, con una grata ausencia de pretensiones que no va más allá de intentar crear un ambiente terrorífico con su curioso cóctel de elementos e influencias."
Antonio Méndez (alohacriticon.com) 

En FilmAffinity con 1.270 valoraciones obtiene una puntuación de 5,3 sobre 10. En IMDb con 5.058 valoraciones tiene una calificación de 6,2 sobre 10 para los usuarios.

De Ossorio prefiere usar imágenes espeluznantes para sus sustos. La mejor imagen llega cuando vemos a los caballeros en acción, especialmente las tomas en cámara lenta de los caballeros que montan sus caballos en busca de sus víctimas.(...) Los caballeros ciegos suponen un cambio interesante dentro de las películas de zombis más populares y de Ossorio logra mantener su atención durante toda la película. Aunque hay algunas preguntas que podrían hacerse como: ¿de dónde vienen los caballos?. Sin embargo no debes formularlas. Simplemente visiona lo que ofrece la película."
Brian Robinson (Zombierama) 

En Rotten Tomatoes la película obtiene calificación de "fresco" para el 67% de las 9 críticas profesionales y para el 58% de las 2.642 reseñas de los usuarios del portal.

"Mientras que casi todas las películas de zombies italianas coetáneas eran de un tono horripilante, La noche del terror ciego es una buena película. Incluso excelente: es uno de las obras más destacados del cine español de la década de 1970 y uno de los mejores ejemplos de un género a menudo indefendible."
Tim Brayton (Antagony & Ecstasy) 

## Clasificación
- En Estados Unidos esta película fue clasificada PG (Guía Paternal Sugerida).
- En España está calificada para mayores de 18 Años.
- En Suecia fue prohibida.[19]